# Henrique Lisboa
Henrique Taubaté Lisboa (São Paulo, 2 de setembro de 1945), mais conhecido como Henrique Lisboa, é um ator brasileiro de teatro, cinema e televisão.

## Carreira
Henrique Lisboa iniciou sua carreira em 1964 no Grupo Teatro da Cidade e atuou em mais de 40 peças, quase 20 filmes e 20 novelas e séries de televisão. 
Trabalhou para várias emissoras de TV brasileiras como Rede Tupi, Rede Globo e TV Cultura.
Seus mais conhecidos trabalhos para o teatro foram nas peças Cidade Assassinada, com direção de Antônio Petrin, e Guerra do Cansa Cavalo, dirigido por Celso Nunes.
No cinema, Henrique Lisboa atuou em  muitos filmes, com destaques para As Aventuras de Mário Fofoca, de Adriano Stuart, A Marvada Carne de André Klotzel, O Príncipe de Ugo Giorgetti e Narradores de Javé, de Eliane Caffé.
Nos últimos anos, atuou em vários episódios do programa Senta que Lá Vem Comédia na TV Cultura.

## Teatro
Principais Trabalhos: 
- Evangelho Segundo Zebedeu

- Guerra do Cansa Cavalo

- O Santo Milagroso

- Farsa com Cangaceiro Truco e Padre

- Mockimpott

- Mahagonny

- O Santo Inquérito

- As Desgraças de uma Criança

- Fogo na Terra

- Escola de Mulheres

- Alegro Desbum

- Jesus Homem

- A Megera Domada

## Televisão
Principais Trabalhos: 
- O Rei do Gado (Globo - 1996)

- Grande Sertão: Veredas (Globo - 1985)

- Meus Filhos, Minha Vida (SBT - 1984)

- Seu Quequé (Cultura - 1982)

- As Cinco Panelas de Ouro (Cultura - 1982)

- Dinheiro Vivo (Tupi - 1979)

## Cinema
Principais Trabalhos: 
- Narradores de Javé (2003)

- O Príncipe (2002)

- Mário (2000)

- A Grande Noitada (1997)

- A Marvada Carne (1985)

- Elas Só Transam no Disco (1983)

- Nasce Uma Mulher (1983)

- Alguém (1982)

- As Aventuras de Mário Fofoca (1982)

- As Vigaristas do Sexo (1982)

- A Fábrica das Camisinhas (1982)

- Amado Batista em Sol Vermelho (1982)

- Antônio Conselheiro e a Guerra dos Pelados (1977)